# آيت إسماعيل (آيت إسحاق)
آيت إسماعيل هي إحدى مشيخات المملكة المغربية، تتبع جغرافيا لإقليم خنيفرة وإداريًا لآيت إسحاق. يقدر عدد سكانها بـ 4794 نسمة حسب الإحصاء الرسمي للسكان والسكنى لسنة 2004.